# Plebiscito della Saar

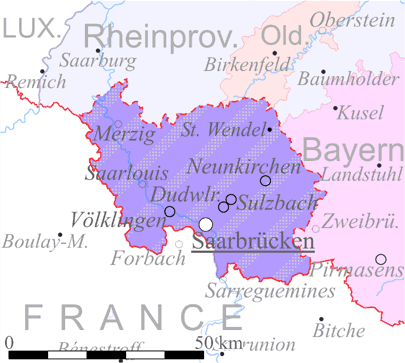
Una mappa del Territorio del Bacino della Saar (colorato in viola).

Un referendum sullo status territoriale si tenne nel Territorio del bacino della Saar, il 13 gennaio 1935. Oltre il 90% degli elettori optarono per la riunificazione con la Germania, il 9% votò per lo status quo come territorio sotto mandato della Società delle Nazioni e meno dello 0,5% optò per l'unificazione con la Francia.

## Antefatti

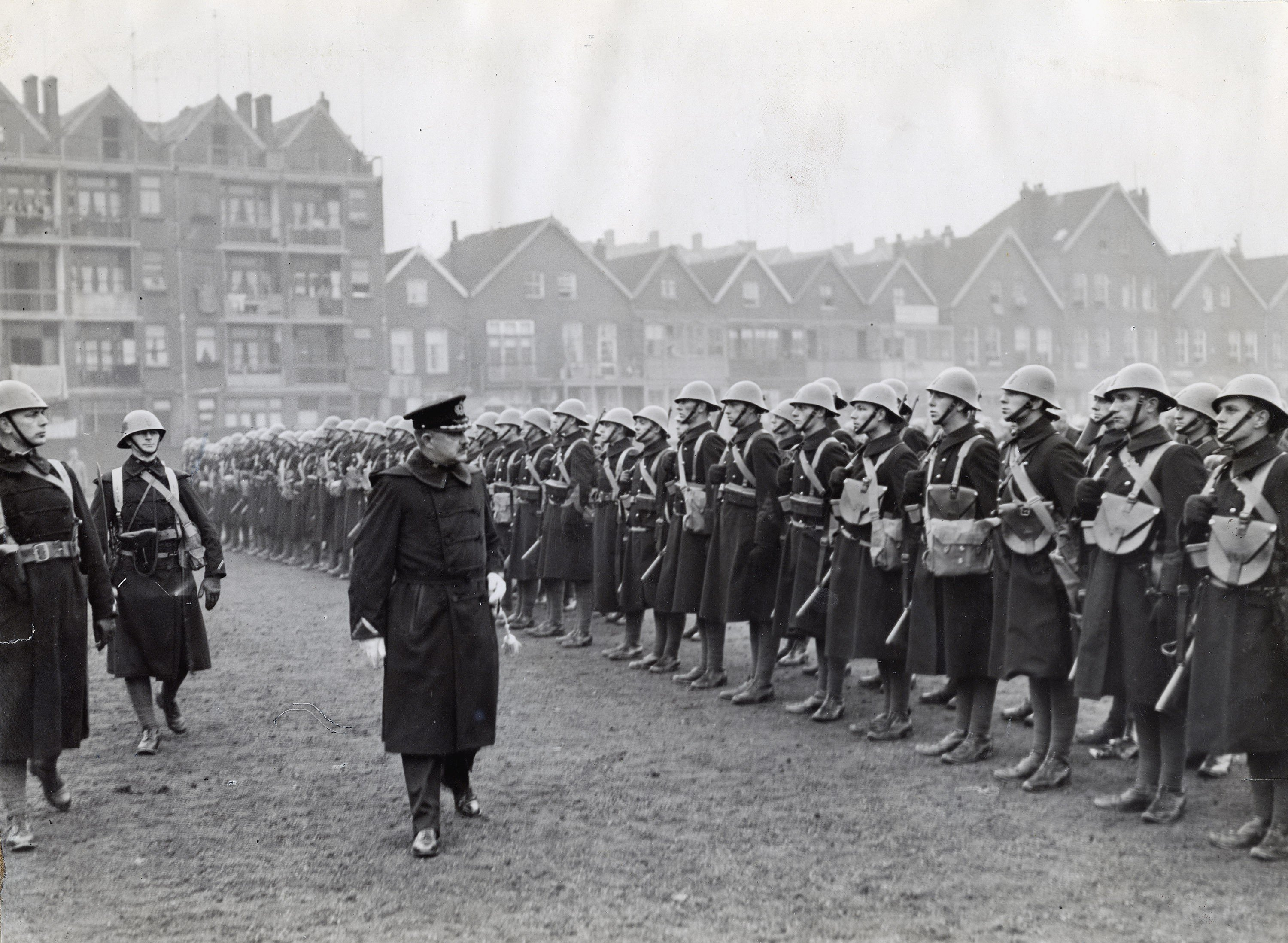
Marines olandesi in procinto di lasciare Rotterdam per recarsi nella Saar

Dopo la fine della prima guerra mondiale, il territorio della Saar venne separato dalla Germania e gestito dalla Società delle Nazioni. Durante questo periodo, la Francia ottenne il controllo delle miniere di carbone della Saar. Dopo 15 anni di amministrazione della Società delle Nazioni, venne programmato un referendum che si sarebbe svolto nel territorio.
Verso la fine del 1934, il Consiglio della Società delle Nazioni decise che la forza di mantenimento della pace sarebbe stata necessaria nel periodo del plebiscito. I governi tedesco e francese concordarono nel consentire ad una forza internazionale di entrare nella Saar. L'8 dicembre 1934, il Consiglio approvò all'unanimità una risoluzione che chiedeva tale forza. La Gran Bretagna (1.500 soldati), l'Italia (1.300), la Svezia (260) e i Paesi Bassi (250) accettarono di fornire truppe per la forza internazionale di 3.300 uomini nella Saar. Tutte le spese al di sopra e al di là di quelle normalmente sostenute per le stesse truppe vennero addebitate al fondo della Società riservato al plebiscito. La Società nominò un comandante, il generale John Brind, con il controllo operativo della forza. Le truppe pattugliavano, ma non sorvegliavano, la Saar. Non dovevano rispondere se non alle emergenze e su richiesta delle autorità locali. Vi fu poca o nessuna violenza durante il plebiscito e lo sforzo di mantenimento della pace venne considerato un successo.

## La campagna referendaria
Mentre tutti i gruppi politici importanti nella Saar sostennero il ritorno della Saar nella Germania prima che Adolf Hitler salisse al potere, gli oppositori del nazismo nella Saar cominciarono ad avere dubbi e perplessità riguardo esso. A causa dell'oppressione di Hitler sulle sue controparti tedesche, i comunisti e i socialisti sostennero una continuazione dell'amministrazione della Società delle Nazioni e un ritardo del plebiscito fino a quando i nazisti non fossero stati più al potere in Germania. I cattolici erano divisi per quanto riguardava il ritorno al governo tedesco. Al fine di ottenere la vittoria in questo referendum, i nazisti ricorsero a "un misto di raggiri e brutali pressioni". Nel 1933, Sarah Wambaugh, uno dei membri della Commissione del Plebiscito, dichiarò che erano state fatte, dai Saarlandesi non nazisti e dalla stampa estera, denunce di un "regno del terrore" nazista. Tali denunce includevano accuse che i nazisti si erano impegnati in intimidazioni, "spionaggio, denunce segrete, sequestri [...], [...] intercettazione di lettere e telegrammi, [e] intercettazione di conversazioni telefoniche", tra le altre cose. In risposta a tutto ciò, la Commissione direttiva della Saar avrebbe dovuto "[emanare] diversi decreti restrittivi per il mantenimento dell'ordine pubblico". Nel novembre del 1934, temendo un intervento armato della Francia, il governo nazista ridusse la sua belligeranza e cambiò le sue tattiche. Josef Bürckel, commissario di Hitler per la Saar, vietò l'uso di uniformi all'interno di una zona di 25 miglia lungo la frontiera della Saar tra il 10 gennaio e il 10 febbraio 1935. Inoltre, Bürckel vietò anche incontri, parate e processioni in quest'area. Jakob Pirro, leader nazista nella Saar, disse ai suoi seguaci di obbedire alla disciplina più rigorosa e implementò dure sanzioni per eventuali infrazioni.

## Risultati
Nel referendum, agli elettori veniva chiesto se la Saar fosse dovuta rimanere sotto l'amministrazione della Società delle Nazioni, tornare nella Germania o diventare parte della Francia. Con sorpresa degli osservatori neutrali così come degli stessi nazisti, oltre il 90% votò a favore della riunificazione con la Germania. Ogni distretto elettorale vide almeno l'83% degli elettori sostenere il ritorno della Saar al dominio tedesco e, nonostante la precedente affermazione di Georges Clemenceau che ci fossero 150.000 francesi nella Saar, meno dell'1% degli elettori sostenne l'annessione della Saar da parte della Francia.
| Scelta                        | Voti    | %     |
| ----------------------------- | ------- | ----- |
| Unificazione con la Germania  | 477.089 | 90.73 |
| Status quo                    | 46.613  | 8.87  |
| Unificazione con la Francia   | 2.124   | 0.40  |
| Schede Invalide/Bianche       | 2.161   | –     |
| Totale                        | 527.987 | 100   |
| Elettori registrati/affluenza | 539.542 | 97.99 |
| Fonte: Direct Democracy       |         |       |

## Conseguenze
Dopo il referendum, il Consiglio della Società delle Nazioni decise che la Saar sarebbe dovuta tornare nella Germania. La Saar tornò a far parte della Germania il 1 marzo 1935, con Josef Bürckel come Reichskommissar. Nel 1936 venne incorporata nel Gau del Rheinpfalz (Reno-Palatinato) per formare il Gau Pfalz-Saar (rinominato in Saarpfalz nel gennaio 1936 e in Gau Westmark nel dicembre 1940). Josef Bürckel rimase Gauleiter e, dall'11 marzo 1941, Reichsstatthalter fino alla sua morte nel settembre 1944. Gli successe Willi Stöhr, che prestò servizio fino alla fine della guerra nel maggio 1945.
Il rapporto del generale Brind sulla forza della Saar raccomandava che in futuro tutte queste forze di pace fossero riunite da paesi senza alcun interesse diretto per la questione in oggetto. Notò che era necessaria solo una piccola forza, poiché era l'autorità morale della sua presenza che contava. Entrambe le osservazioni sono fondamentali per l'attuale mantenimento della pace rispetto alla sicurezza collettiva.
L'Ufficio internazionale Nansen per i rifugiati fu responsabile dell'insediamento riuscito dei rifugiati della Saar in Paraguay dopo il 1935.